# Iva Toguri

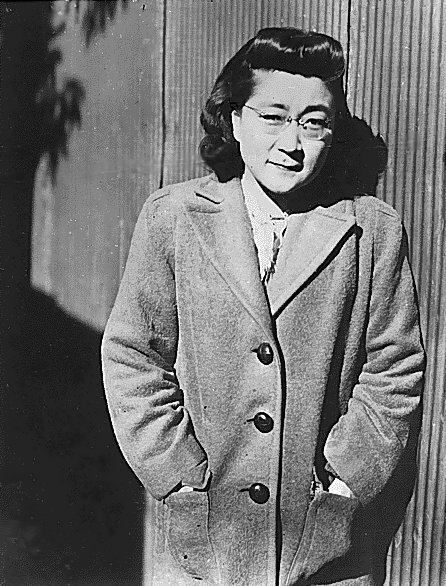
Toguri w grudniu 1944 roku jako „Tokijska Róża“

Iva Toguri D’Aquino (jap. アイバ・戸栗・ダキノ Aiba Toguri Dakino; ur. 4 lipca 1916, zm. 26 września 2006) − Amerykanka japońskiego pochodzenia, spikerka radiowa pracująca dla japońskiej, publicznej rozgłośni radiowej NHK (Nihon Hōsō Kyōkai). Podczas II wojny światowej stała się najbardziej znaną „Tokijską Różą”, czyli nazywaną tak przez Amerykanów kobietą prowadzącą na falach eteru audycje propagandowe.

## Lata młodości
Urodziła się 4 lipca 1916 r. w Los Angeles, jako Ikuko Toguri (jap. 戸栗 郁子 Toguri Ikuko), córka Juna i Fumi Toguri (osoba japońskiego pochodzenia urodzona na terenie USA nazywana jest nisei).
Ukończyła studia na Uniwersytecie Kalifornijskim w Los Angeles. Pracowała później w sklepie rodziców. W lipcu 1941 wyjechała do Japonii odwiedzić chorą ciotkę. Po japońskim ataku na Pearl Harbor i wypowiedzeniu przez Stany Zjednoczone wojny Japonii nie mogła powrócić do Stanów.

## Program radiowy „Godzina zero”
Pracowała krótko jako nauczycielka muzyki, a później znalazła pracę w japońskiej agencji informacyjnej Dōmei Tsūshinsha (ang. Dōmei News Agency).
Wskutek szykan związanych z posiadaniem amerykańskiego obywatelstwa oraz kłopotów finansowych, zatrudniła się jako sekretarka w tokijskim radiu. Wkrótce została zauważona i stała się spikerką w programie propagandowym „Godzina zero”. Pod nadzorem japońskiego oficera, Shigetsugu Tsuneishiego, realizowała audycje propagandowe skierowane do żołnierzy amerykańskich. W ich żargonie była tzw. „Tokijską Różą”. Tym określeniem nazywano również inne spikerki rozgłośni propagandowych. Swoją działalność prowadziła do końca wojny.

## Aresztowanie i proces
Po kapitulacji Japonii władze amerykańskie postanowiły ją aresztować. W dniu 17 października 1945 r. została zatrzymana i przewieziono ją do więzienia Sugamo, gdzie przetrzymywano ją pod zarzutem współpracy z Kempeitai, po czym zwolniono. Została ponownie aresztowana w 1948 r. pod zarzutem zdrady i działalności antyamerykańskiej. Jej proces rozpoczął się 5 lipca 1949 przed federalnym sądem okręgowym w San Francisco. Wysunięto przeciwko niej osiem zarzutów, lecz została winna tylko w jednym punkcie (obniżanie morale żołnierzy podczas bitwy w zatoce Leyte we wrześniu 1944 roku).

## Późniejsze lata
Spędziła w więzieniu 10 lat. Przebywała w nim do 1956 roku. 19 stycznia 1977 r. Iva Toguri została zrehabilitowana przez prezydenta Geralda Forda i wyjechała do Chicago.
Iva Toguri D’Aquino była mężatką, jej mężem był Felipe D’Aquino (pochodził z rodziny japońsko-portugalskiej), którego poślubiła 19 kwietnia 1945 r. Zmarł w 1996 roku.
Zmarła 26 września 2006 r. w jednym z chicagowskich szpitali z przyczyn naturalnych.